# Liste der Wappen im Komitat Hajdú-Bihar

Wappen des Komitats Hajdú-Bihar.

Dies ist eine Liste der Wappen im ungarischen Komitat Hajdú-Bihar.

## A

Álmosd
Ártánd

## B

Bagamér
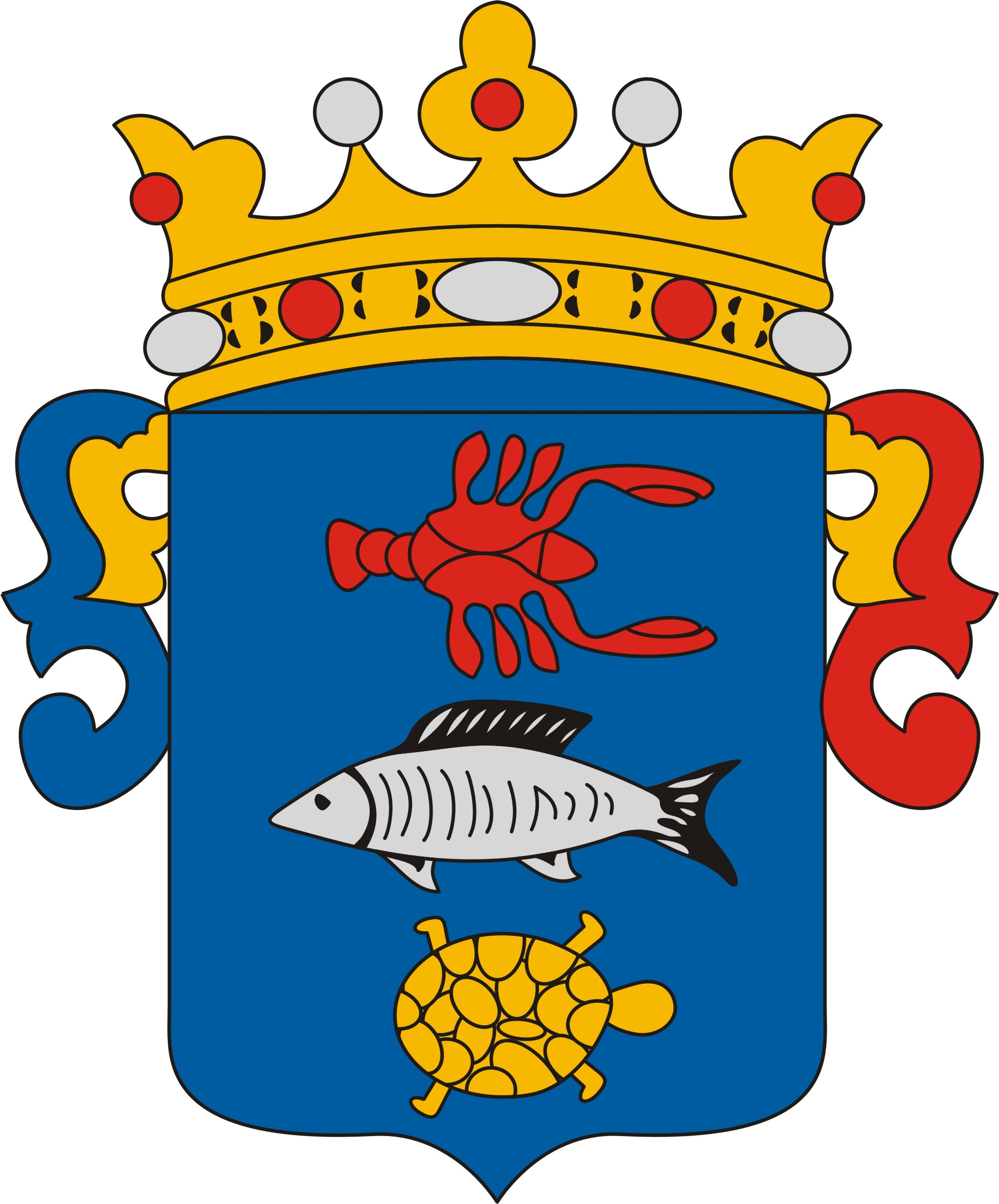
Bakonszeg
Balmazújváros
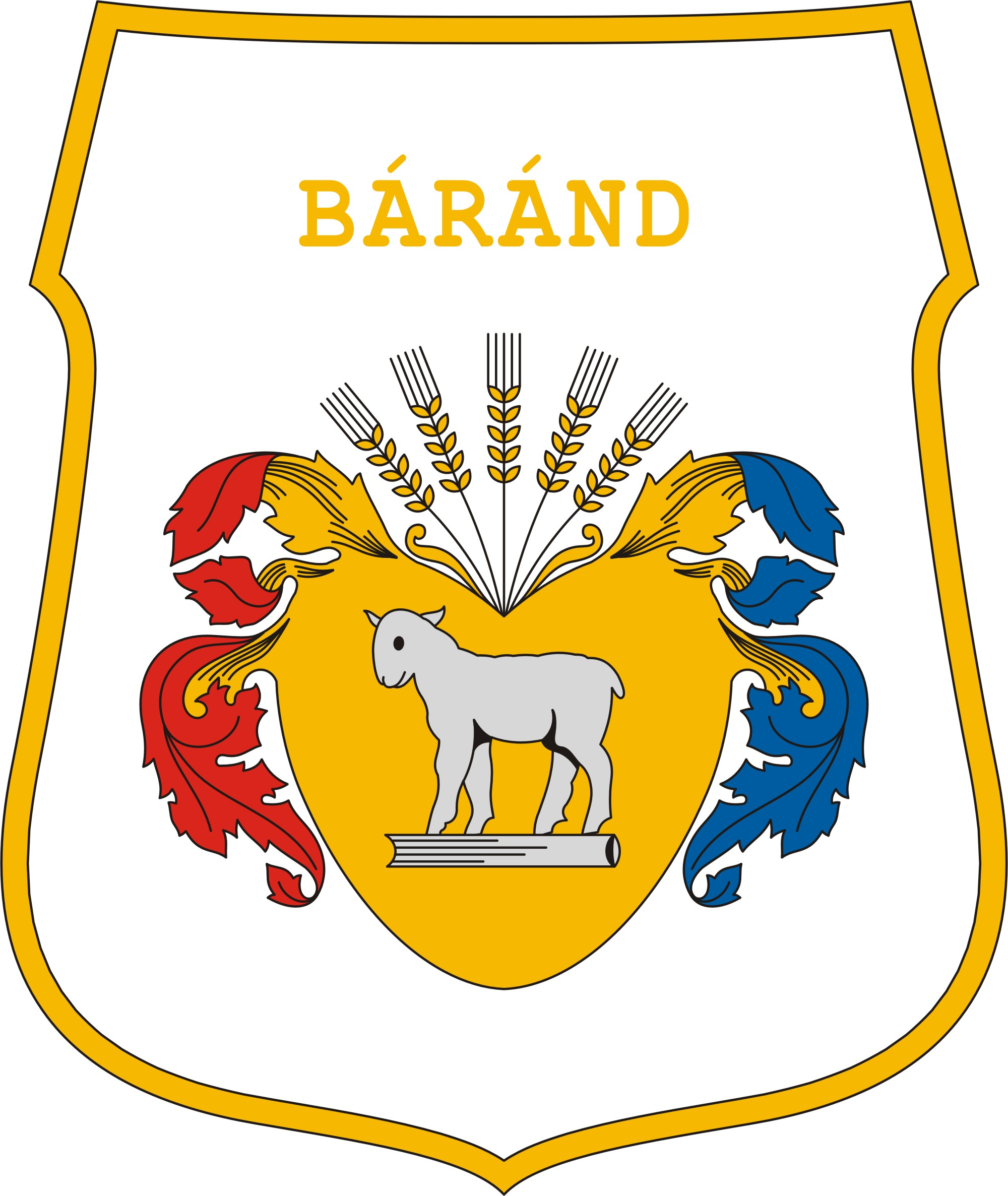
Bárand
Bedő
Berekböszörmény
Berettyóújfalu
Bihardancsháza
Biharkeresztes
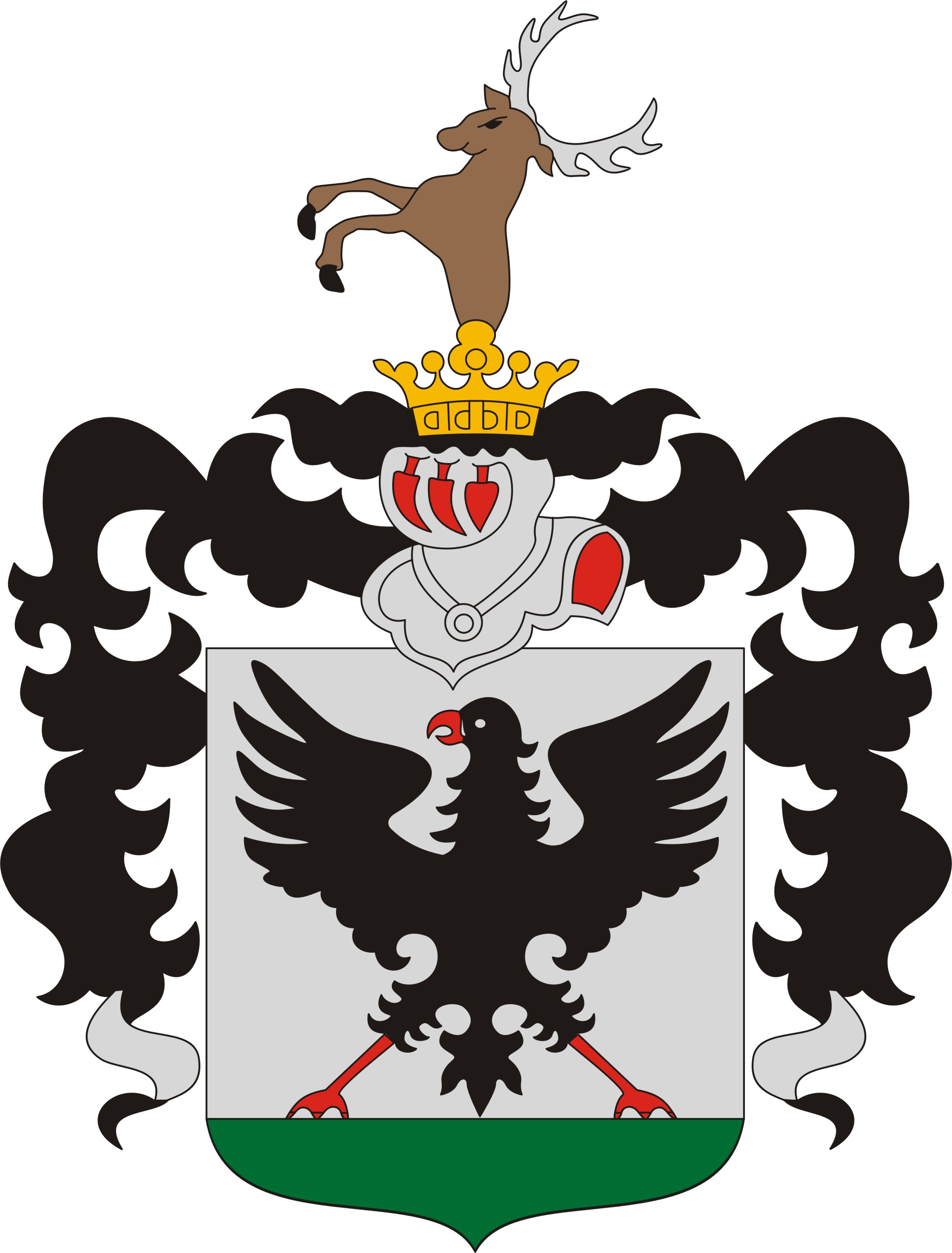
Biharnagybajom
Bihartorda
Bocskaikert
Bojt

## C

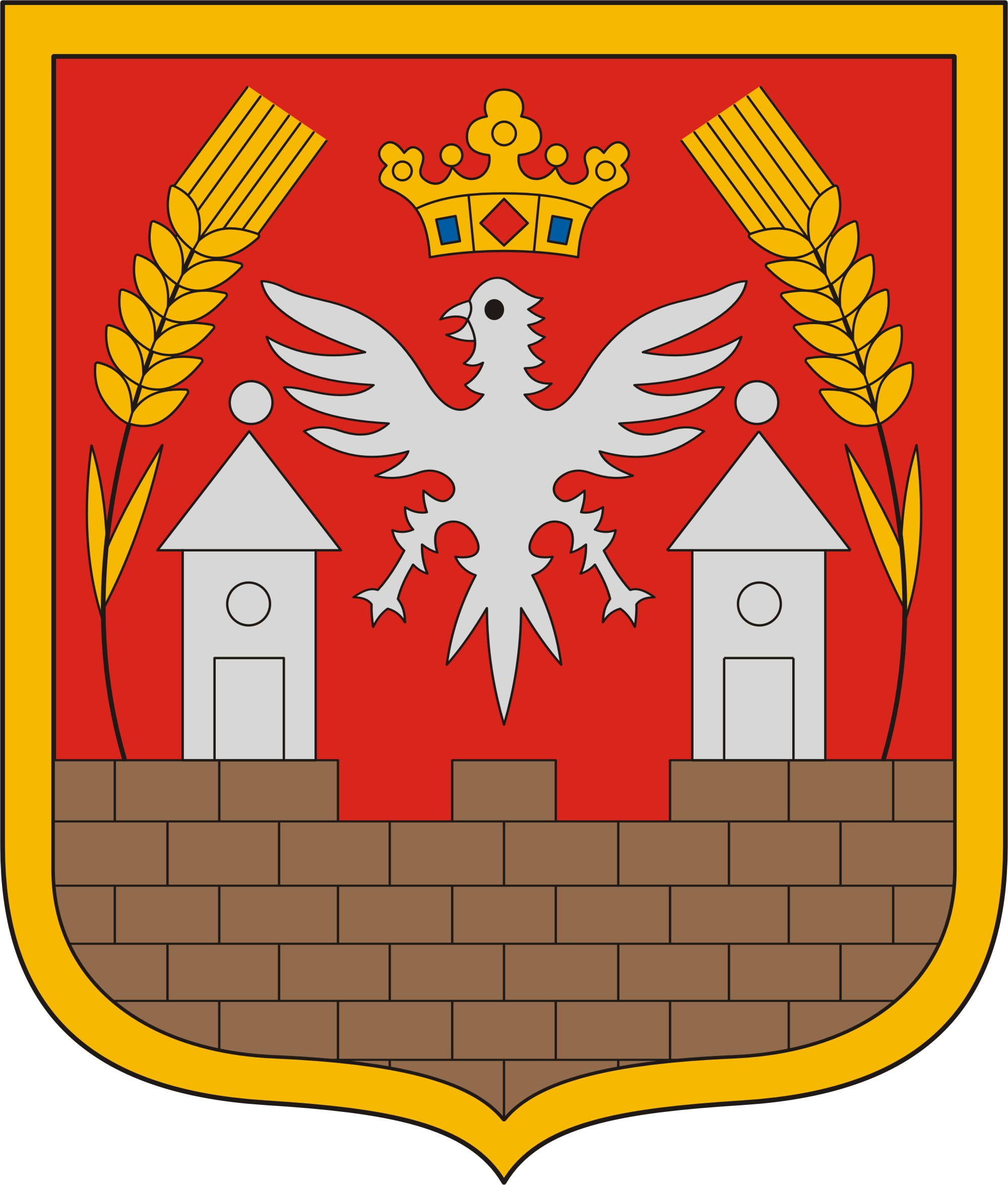
Csökmő

## D

Darvas
Debrecen
Derecske

## E

Ebes
Egyek
Esztár

## F

Folyás
Földes
Furta
Fülöp

## G

Gáborján
Görbeháza

## H

Hajdúbagos
Hajdúböszörmény
Hajdúdorog
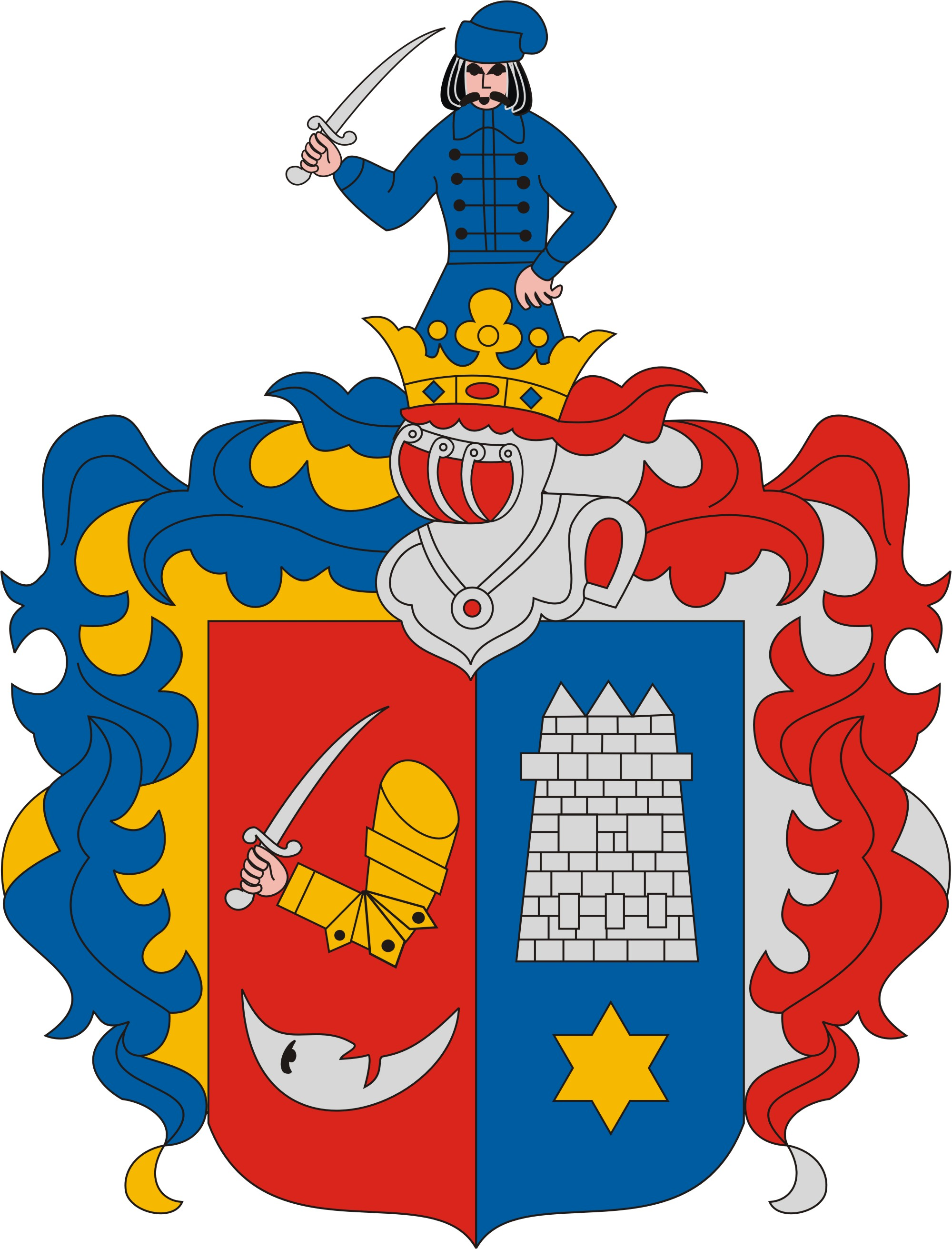
Hajdúhadház
Hajdúnánás
Hajdúsámson
Hajdúszoboszló
Hajdúszovát
Hencida
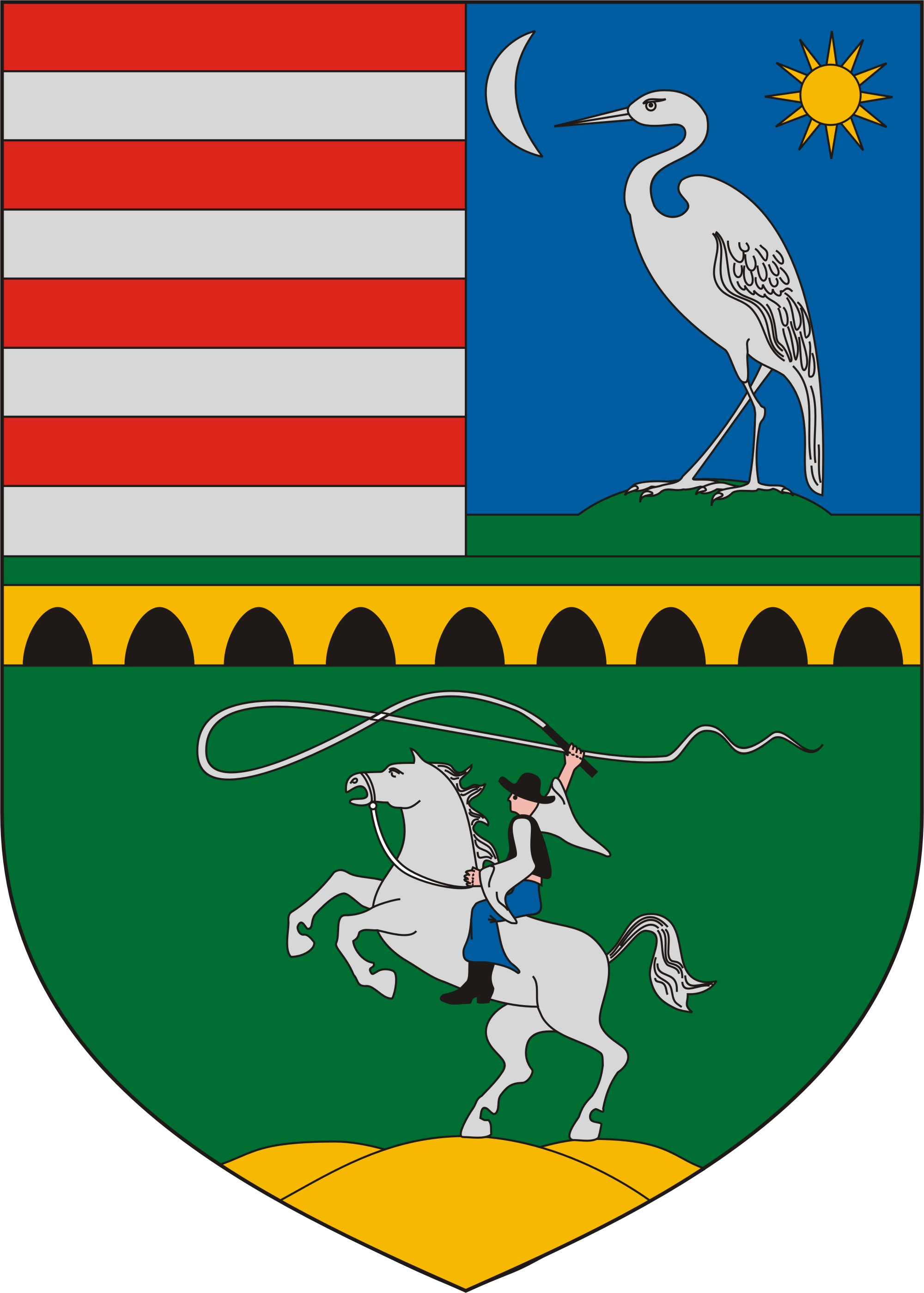
Hortobágy
Hosszúpályi

## K

Kaba
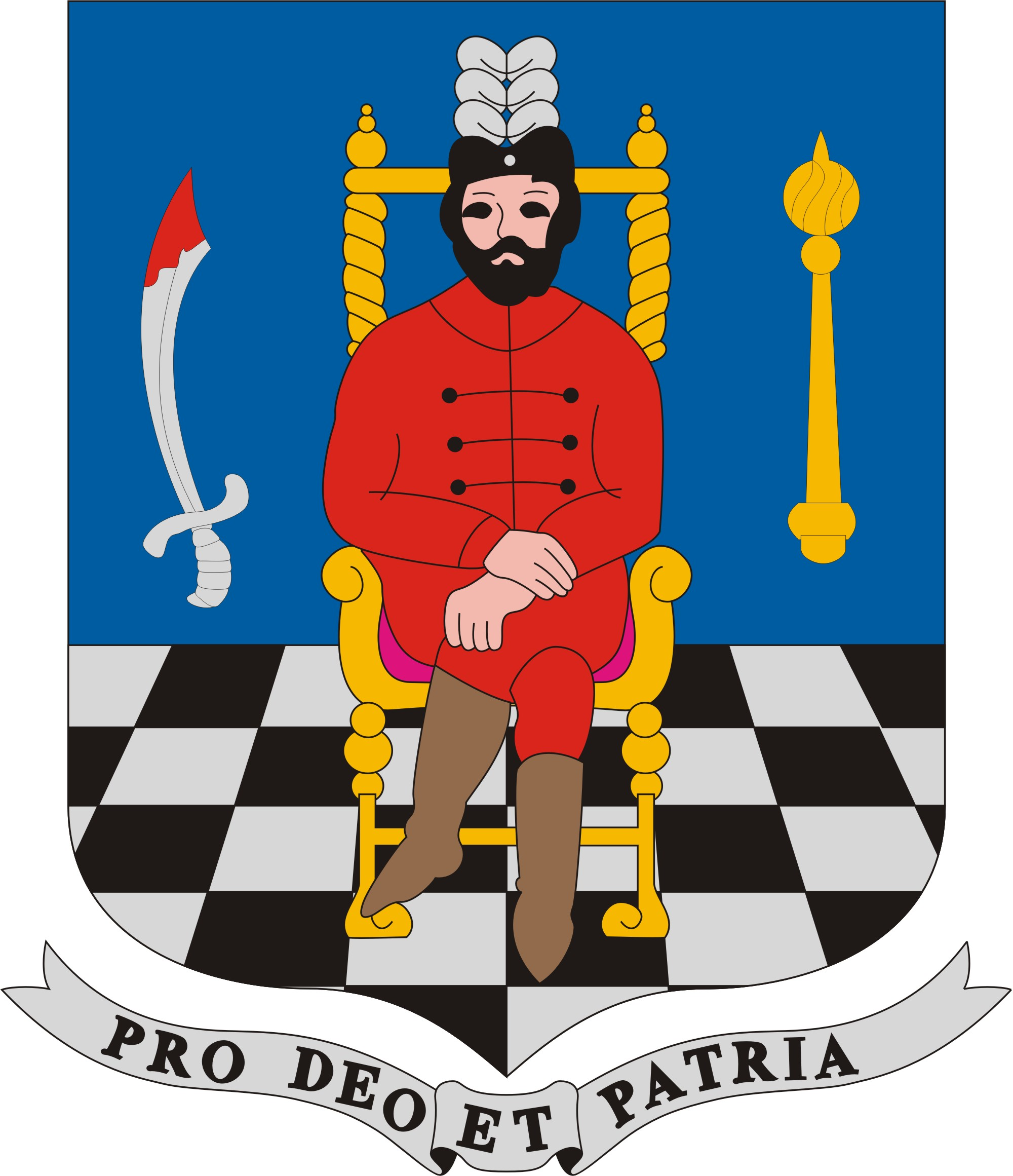
Kismarja
Kokad
Komádi
Konyár
Körösszakál
Körösszegapáti

## L

Létavértes

## M

Magyarhomorog
Mezőpeterd
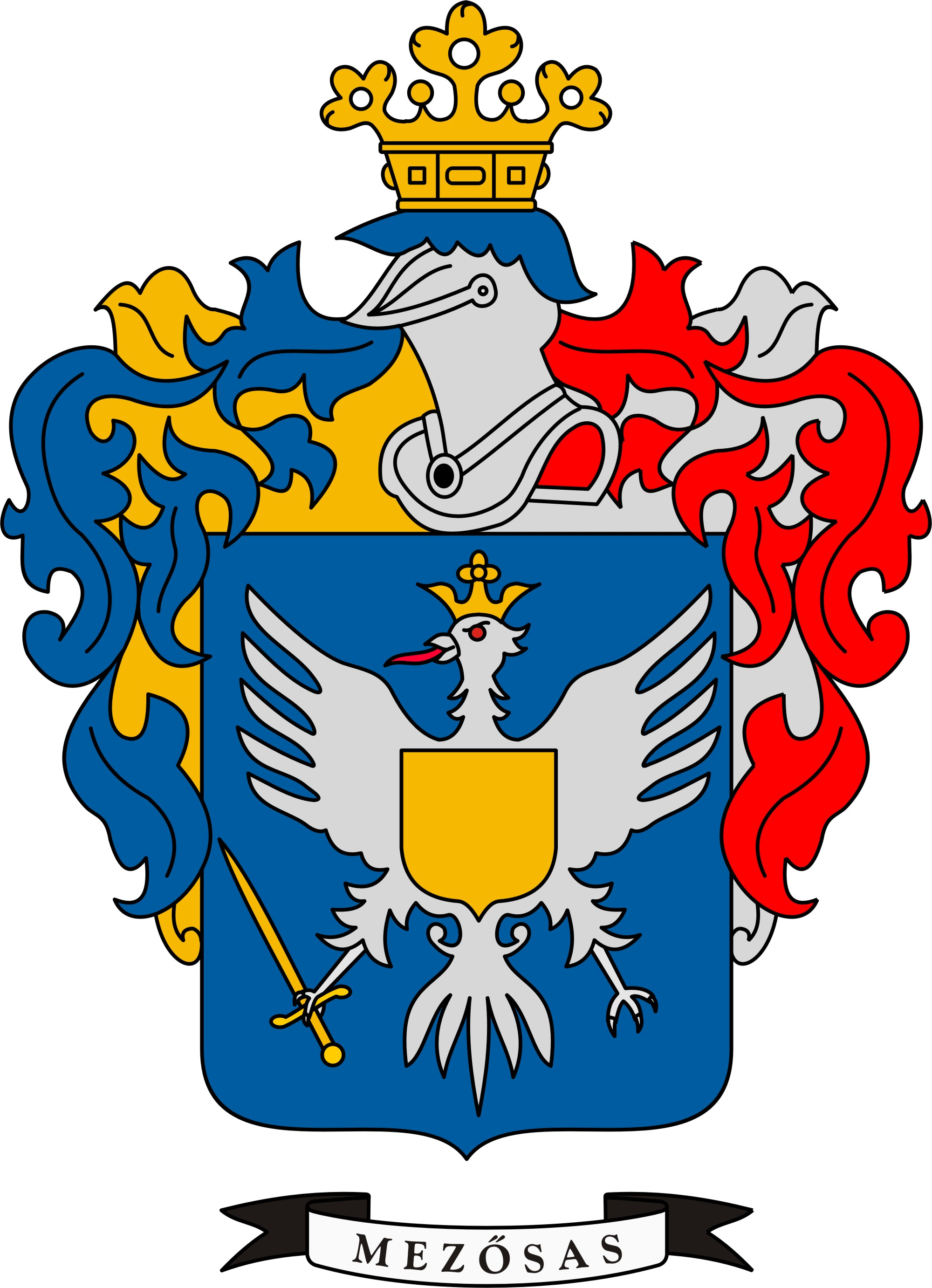
Mezősas
Mikepércs
Monostorpályi

## N

Nagyhegyes
Nagykereki
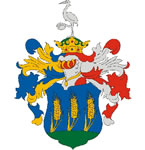
Nagyrábé
Nádudvar
Nyíradony
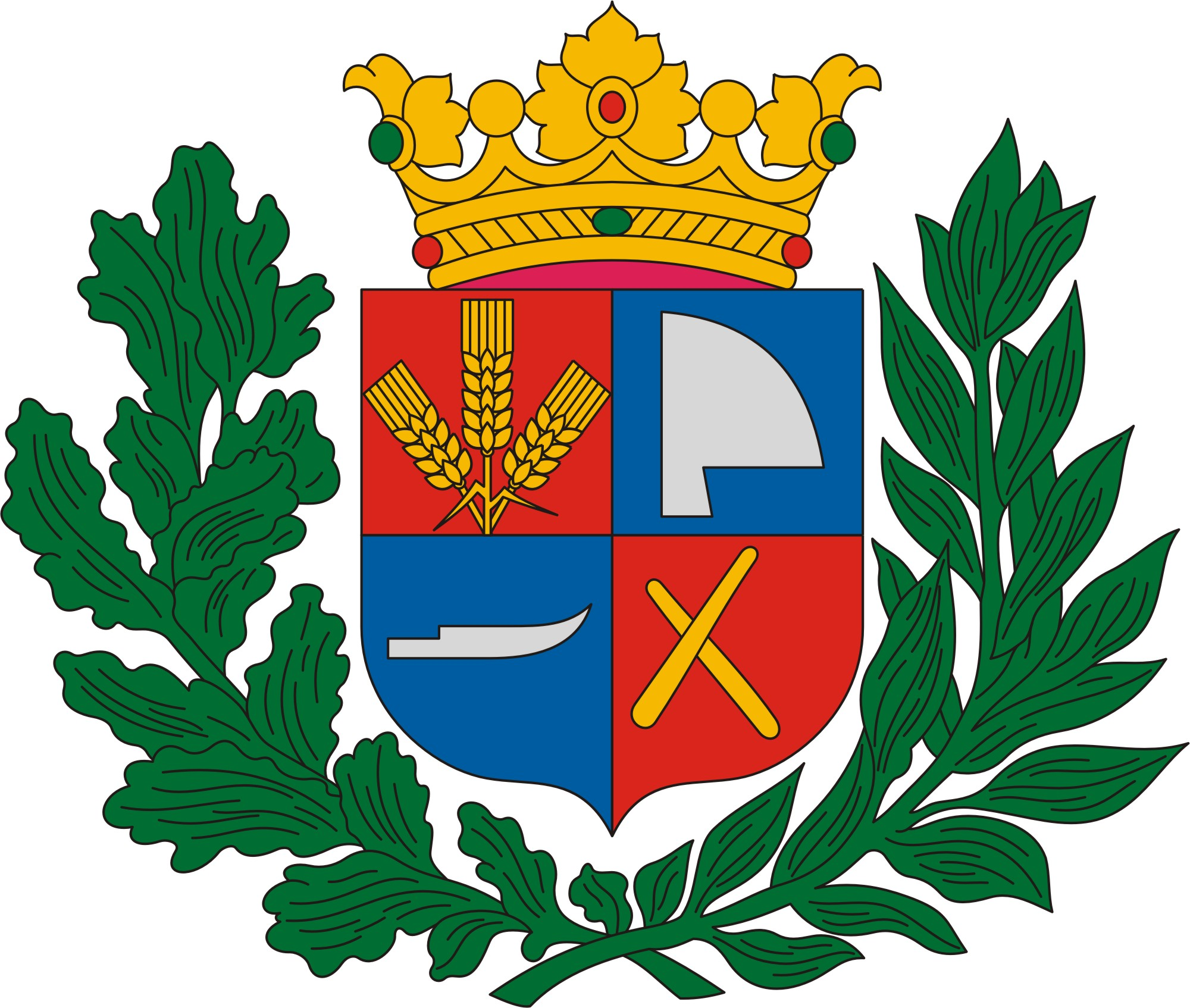
Nyíracsád
Nyírábrány
Nyírmártonfalva

## P

Polgár
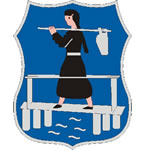
Pocsaj
Püspökladány

## S

Sáránd
Sárrétudvari
Sáp
Szentpéterszeg
Szerep

## T

Tetétlen
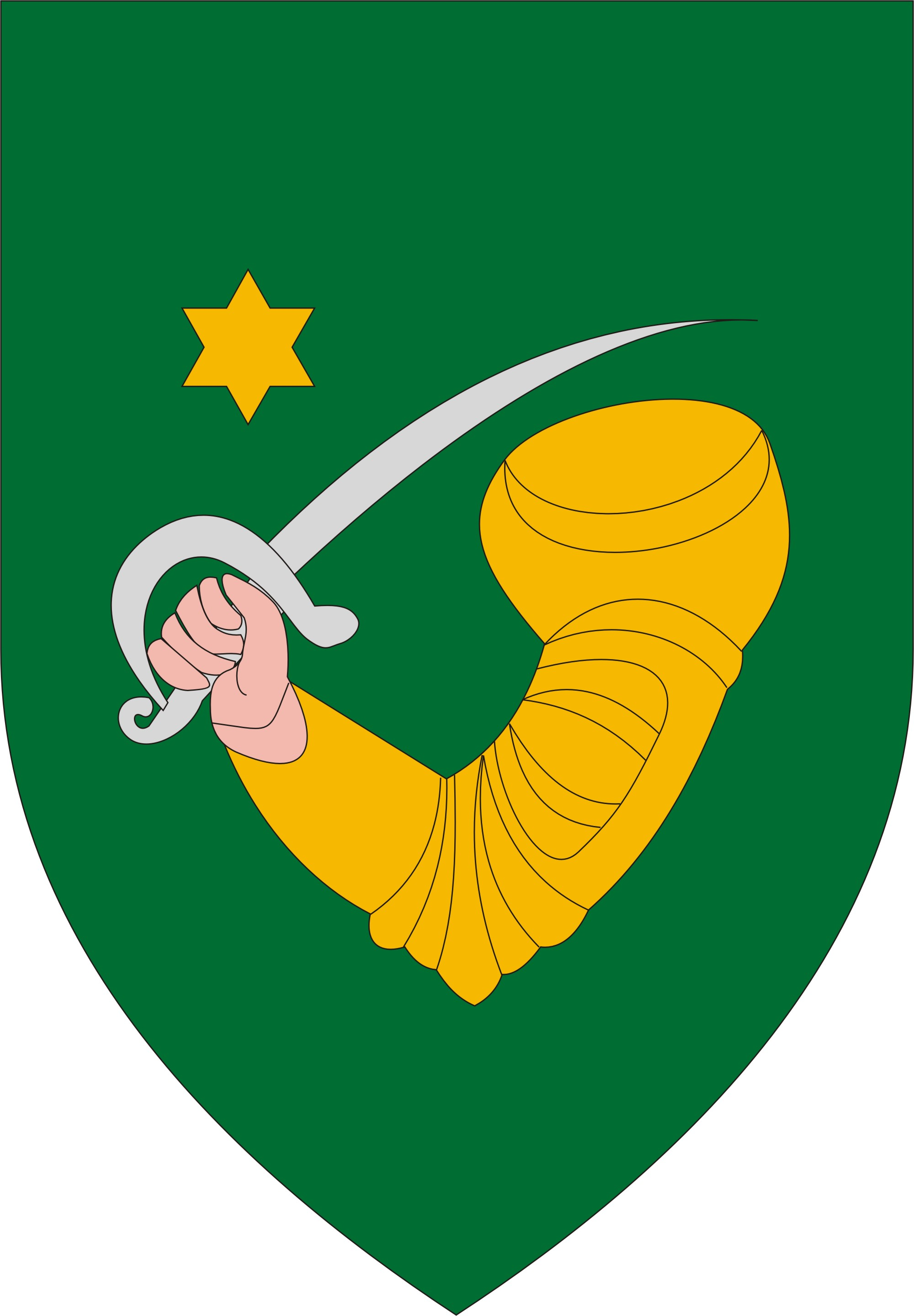
Téglás
Tépe
Tiszacsege
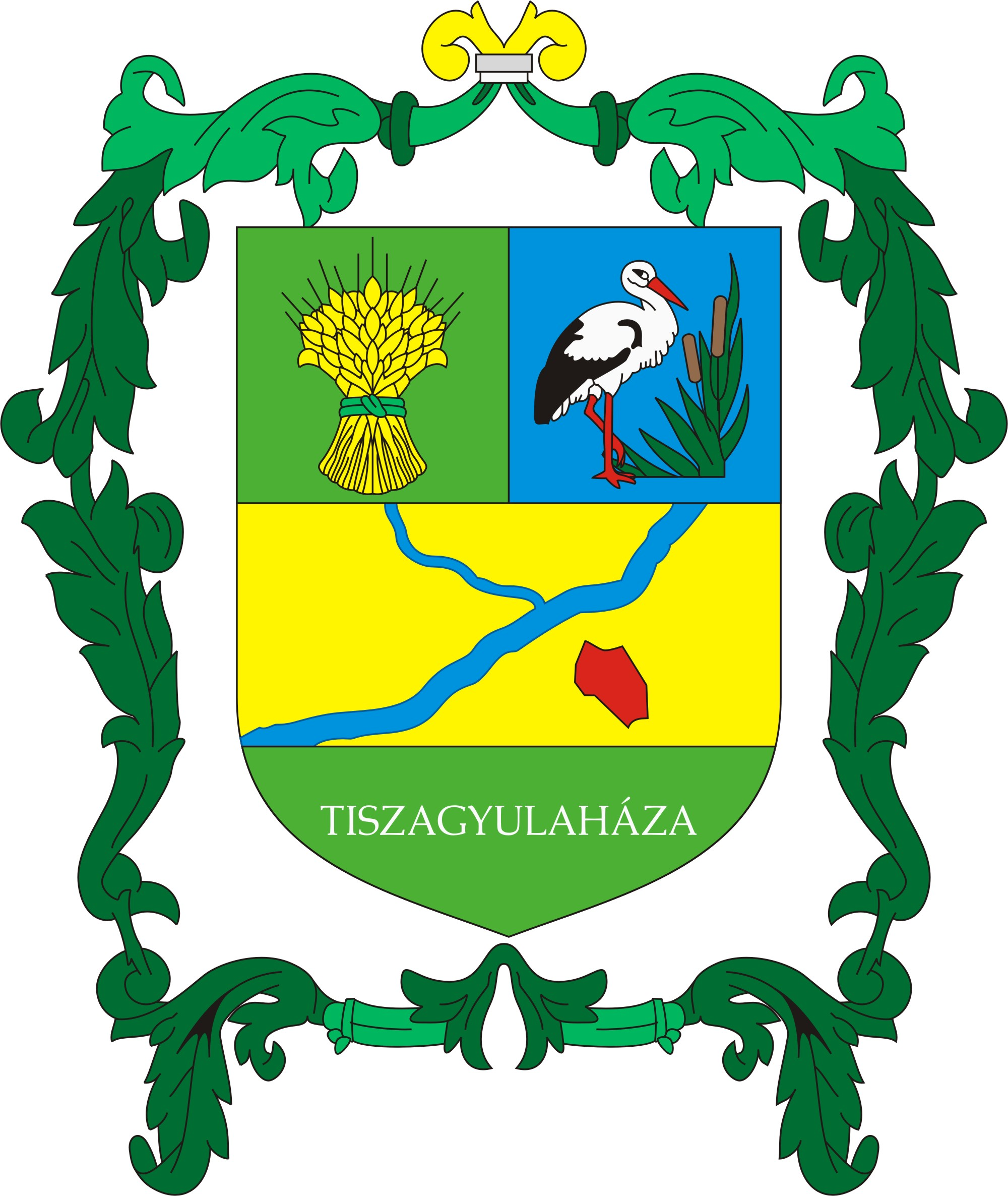
Tiszagyulaháza
Told

## U

Újiráz
Újléta
Ujszentmargita
Újtikos

## V

Váncsod
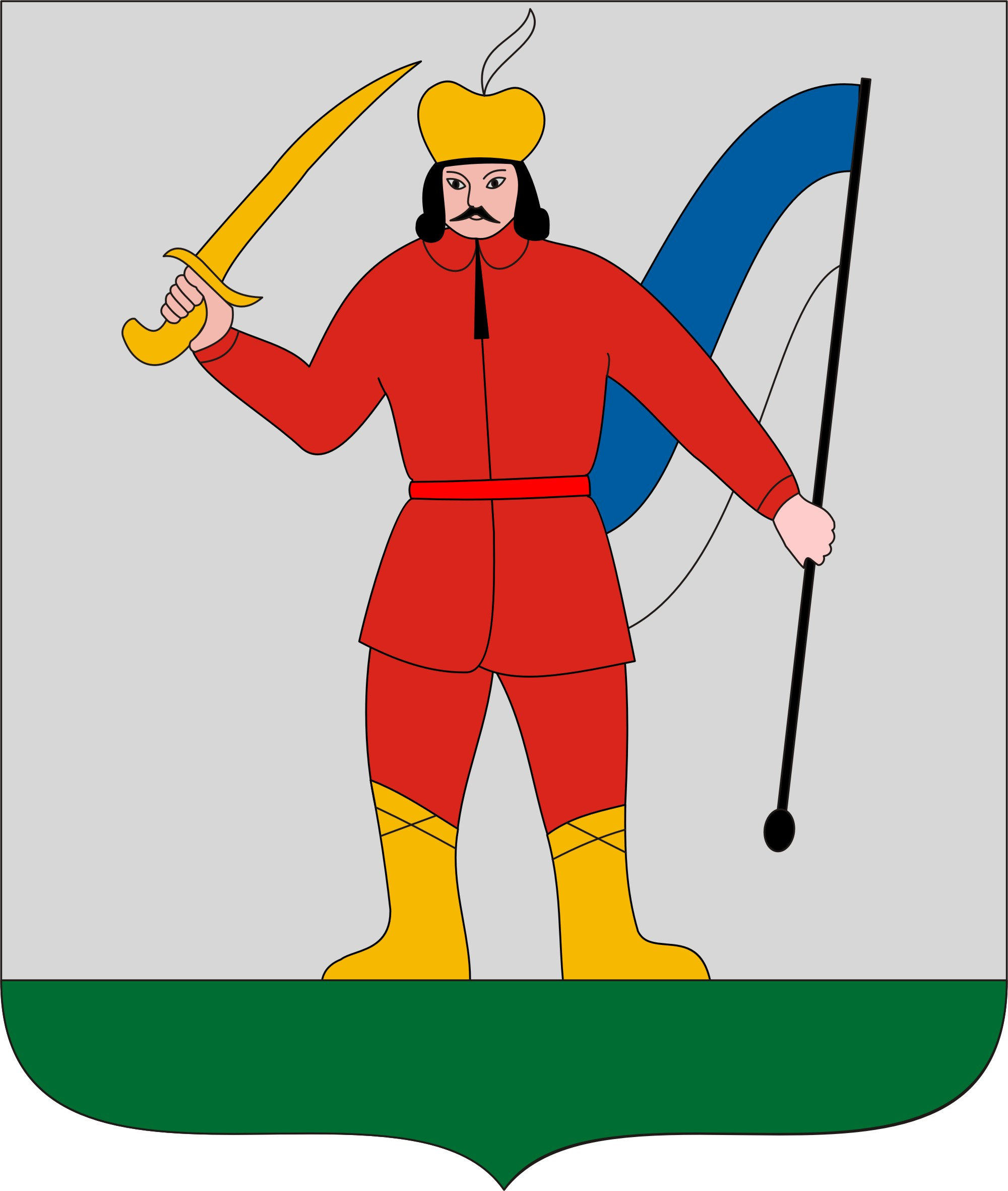
Vámospércs
Vekerd

## Z

Zsáka